# Deir Yassin
Deir Yassin eller Dayr Ya-Sin var en arabisk landsby, der lå vest for Jerusalem i det britiske mandatområde i Palæstina, da den blev udslettet ved en massakre foretaget af de paramilitære zionistiske grupper Irgun og Stern den 9. april 1948. Massakren blev et symbol på kampen mellem zionister og palæstinensere om Palæstinas fremtid og på Nakba, fordrivelsen af den arabisk-palæstinensiske befolkning fra dens hjem.

## Baggrund
Angrebet fandt sted omkring en måned, før Storbritannien trak sig ud af Palæstina, og staten Israel blev oprettet. Allerede fra slutningen af 1947 var der opstået stridigheder og væbnede sammenstød mellem palæstinensere og zionister i mandatområdet. Den zionistiske ledelse iværksatte den såkaldte Plan Dalet for at sikre sig kontrol over et størst muligt landområde via en række militære aktioner, først og fremmest i form af angreb på landsbyer, heriblandt Deir Yassin. Landsbyen lå tæt ved Jerusalem i det område, som FN's delingsplan for Palæstina havde udset til at være under internationalt overopsyn.

## Angrebet og massakren
De jødiske undergrundsgrupper Irgun og Stern indledte ved en fælles aktion med ca. 120 soldater et angreb på Deir Yassin om morgenen den 9. april. Det blev mødt med modstand fra den arabiske milits, hvorved fire blev dræbt. Da Irgun og Stern ikke kunne indtage landsbyen alene, tilkaldte de hjælp fra det jødiske paramilitære Haganah og dennes kampgruppe Palmach. Med Palmachs assistance blev Deir Yassin derpå erobret. Derefter trak Haganah-soldaterne sig tilbage, og den efterfølgende massakre blev udelukkende udført af Irgun og Stern. En række af de nærmere omstændigheder ved massakren er fortsat uklare, herunder påstande om voldtægter af landsbyens kvinder. De allerfleste af de dræbte var ubevæbnede indbyggere, der blev dræbt i eller udenfor deres hjem. Nogle fanger blev efterfølgende henrettet i et stenbrud udenfor landsbyen og i en af Stern-gruppens lejre i Jerusalem. Massakren blev efterfølgende fordømt af organisationen Jewish Agency, og zionistlederen David Ben-Gurion sendte et brev til Jordans konge Abdullah I, hvor han beklagede begivenheden.
Antallet af dræbte blandt landsbyens indbyggere var i lang tid uklart. Både zionistiske og arabiske kilder, som blev gengivet i vestlige medier, talte oprindelig om 254 dræbte. I dag, efter at massakren  i eftertiden har været underkastet omfattende undersøgelser, er det hyppigst nævnte tal omkring 110 dræbte indbyggere. I alt var der omkring 600 indbyggere i landsbyen inden angrebet.

## Eftervirkninger
Selvom der både før og senere var angreb med lige så store tabstal og tilsvarende overgreb mod en række andre arabiske landsbyer, fik massakren i Deir Yassin allerede i samtiden særlig stor opmærksomhed og blev dermed et vigtigt symbol på den zionistisk-palæstinensiske konflikt. Rygterne om massakren i Deir Yassin var medvirkende til, at mange palæstinensere flygtede fra andre arabiske områder for at undgå en tilsvarende skæbne, og opmærksomheden om begivenheden bidrog også til, at de arabiske stater greb ind i konflikten på palæstinensernes side ved en måned senere at angribe Israel i den arabisk-israelske krig 1948.
Den 13. april, fire dage efter massakren, angreb arabiske militser som en hævnakt en Haganah-kolonne, der var på vej til Mount Scopus i Jerusalem, og dræbte omkring 70 personer.

## Lokaliteten i dag
I dag ligger der et psykiatrisk behandlingssted ved navn Kfar Sha'ul i bydelen Givat Shaul Bet i Jerusalem, hvor den arabiske landsby tidligere lå.